# Leyla Aliyeva (presentadora)

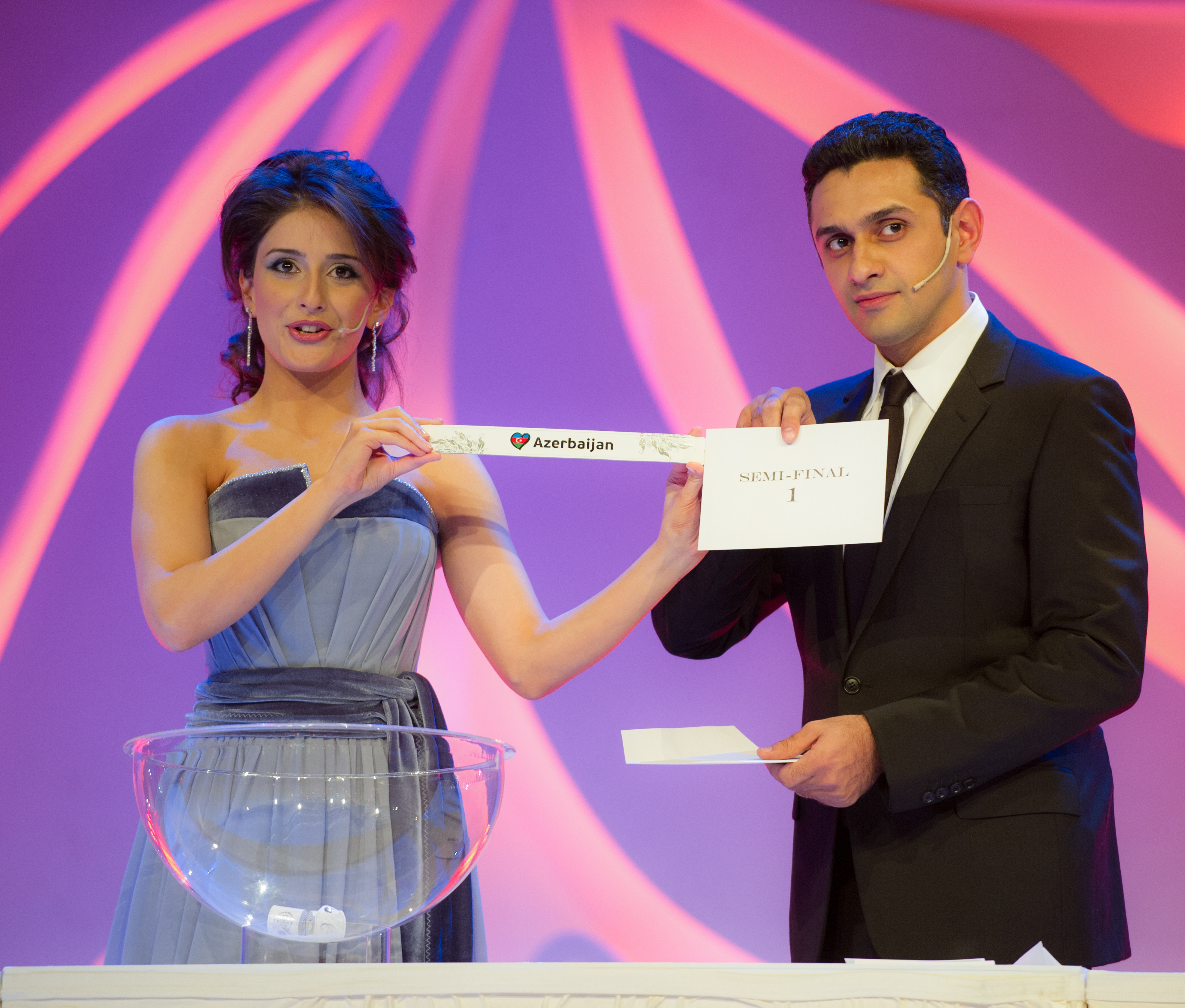
Leyla Əliyeva, a la izquierda, en el sorteo de asignación de semifinales de Eurovisión 2012, en Bakú

Leyla Aliyeva (en azerí: Leyla Əliyeva) (Bakú, 1986) es una presentadora y comentarista de televisión azerí. El 22, 24 y 26 de mayo de 2012 presentó el Festival de la Canción de Eurovisión 2012 en Bakú, Azerbaiyán junto a Eldar Qasımov y Nargiz Birk-Petersen.
Leyla Əliyeva se graduó en la Academia de Música de Bakú con un grado en dirección de coro y cuenta con un máster en música. En 2004, mientras cursaba su primer año de estudios de grado, fue contratada por la televisión İctimai para trabajar en el Departamento de Música, Arte y Entretenimiento. En 2007 comenzó a cubrir las noticias sobre el Festival de Eurovisión y pronto pasó a formar parte del equipo de Eurovisión de İctimai. Presentó las finales nacionales azeríes para Eurovisión junto a Husniyya Maharramova en 2011 y 2012.
Está casada con otro empleado de İctimai que trabaja como director y tiene una hija.